# Kreis Kosten

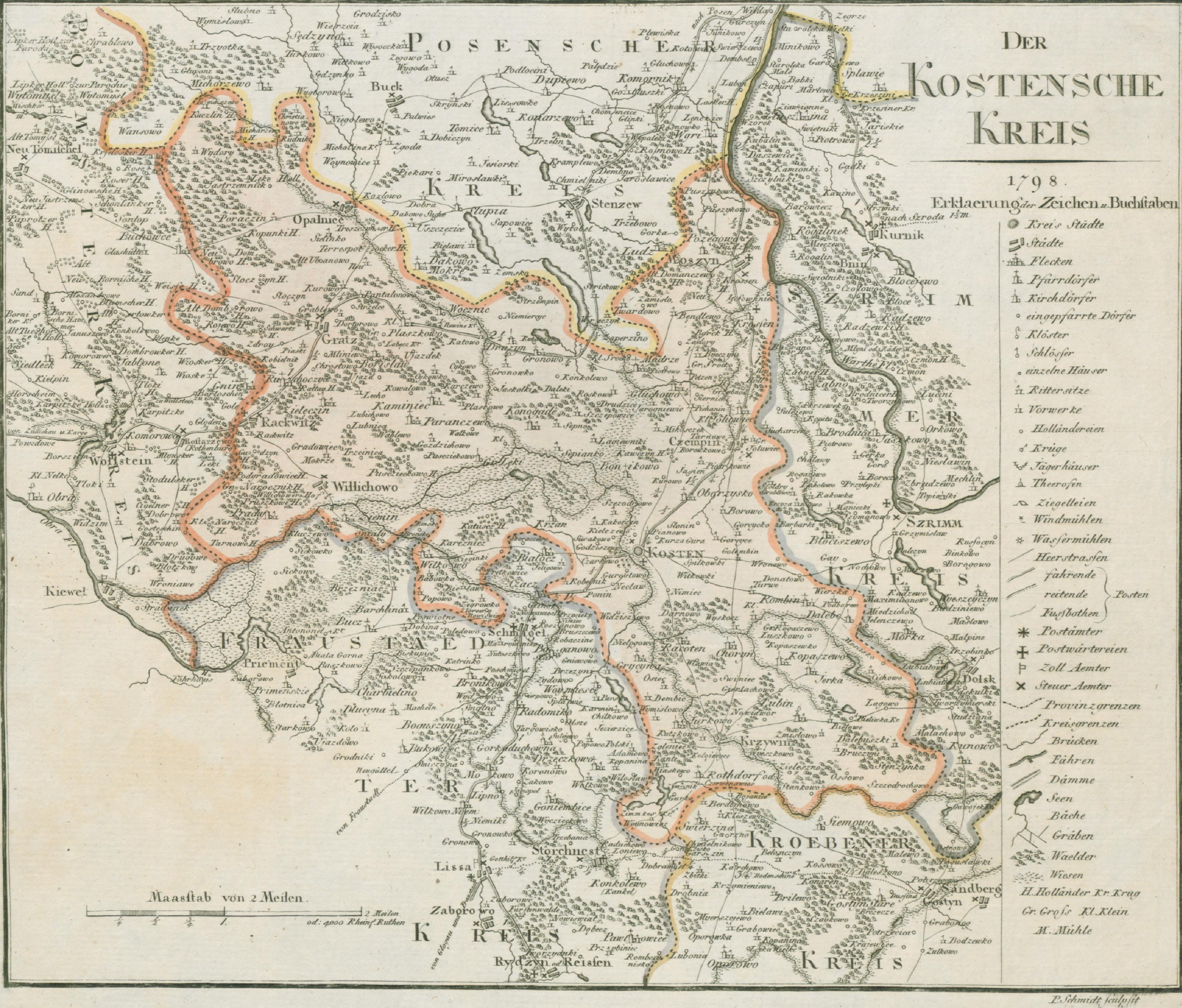
Der Kreis Kosten in Südpreußen

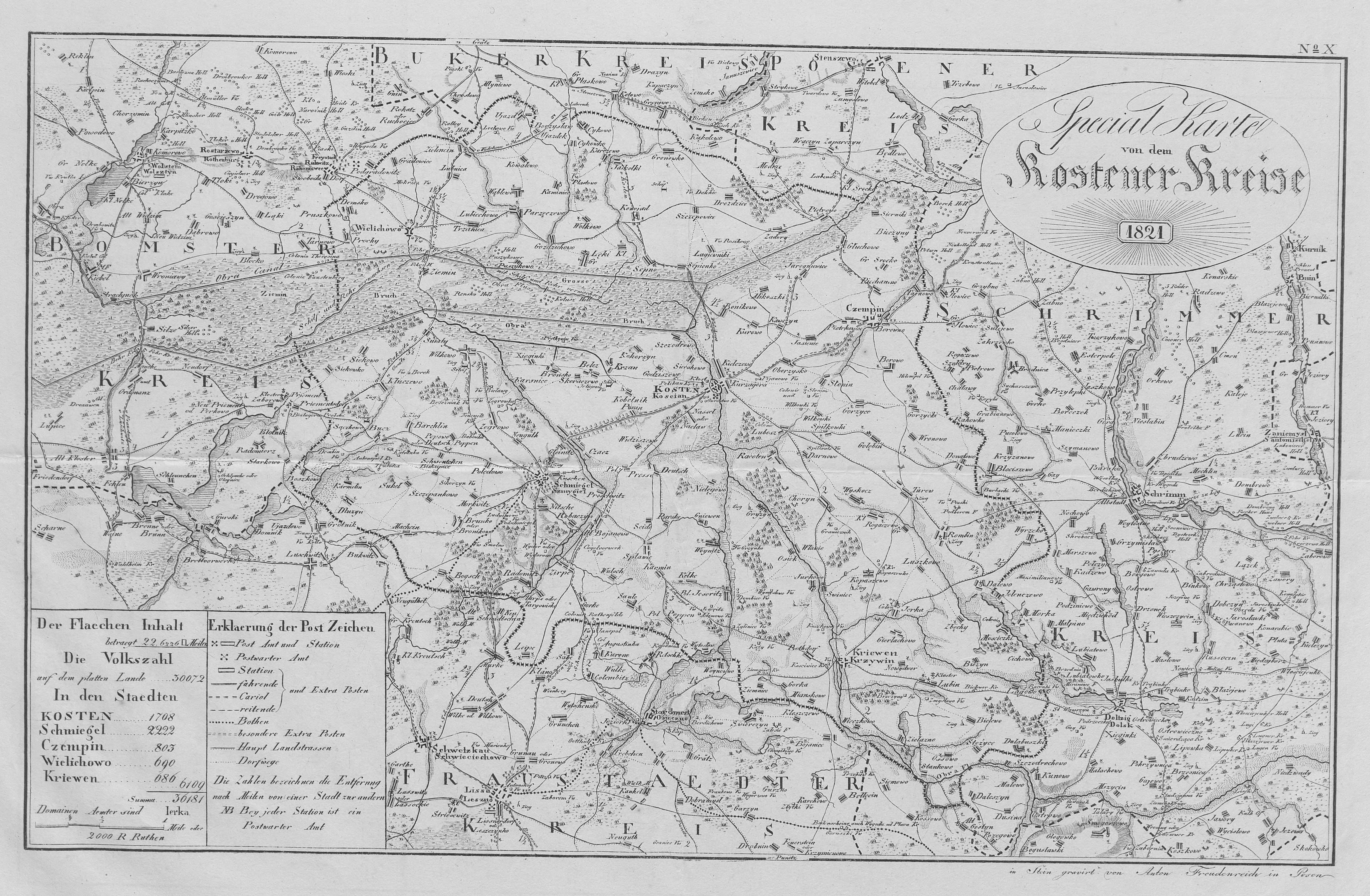
Der Kreis Kosten in den Grenzen von 1818 bis 1887

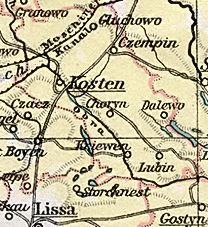
Der Kreis Kosten in den Grenzen von 1887 bis 1919

Der Kreis Kosten bestand von 1793 bis 1807 in der preußischen Provinz Südpreußen und von 1815 bis 1919 in der preußischen Provinz Posen. Das ehemalige Kreisgebiet gehört heute im Wesentlichen zum Powiat Kościański in der polnischen Woiwodschaft Großpolen.

## Ausdehnung
Der Kreis Kosten hatte bis zur Teilung im Jahre 1887 eine Fläche von 1162 km², danach 608 km².

## Geschichte
Das Gebiet um die großpolnische Stadt Kosten gehörte nach der Zweiten Teilung Polens von 1793 bis 1807 zum Kreis Kosten in der preußischen Provinz Südpreußen. Durch den Frieden von Tilsit kam das Gebiet 1807 zum Herzogtum Warschau. Nach dem Wiener Kongress fiel es am 15. Mai 1815 erneut an das Königreich Preußen und wurde Teil des Regierungsbezirks Posen der Provinz Posen.
Bei den preußischen Verwaltungsreformen wurde zum 1. Januar 1818 im Regierungsbezirk Posen eine Kreisreform durchgeführt, bei der der Kreis Kosten neu abgegrenzt wurde. Neu zum Kreis kam das Gebiet um die Stadt Schmiegel aus dem Kreis Fraustadt. Im Gegenzug gab der Kreis das Gebiet um die Stadt Moschin an den Kreis Schrimm sowie das Gebiet um die Stadt Grätz an den Kreis Buk ab. Kreisstadt und Sitz des Landratsamtes war die Stadt Kosten.
1835 wurde für Kosten und Schmiegel die revidierte Städteordnung eingeführt. Als Teil der Provinz Posen wurde der Kreis Kosten am 18. Januar 1871 Teil des neu gegründeten Deutschen Reichs, wogegen die polnischen Abgeordneten im neuen Reichstag am 1. April 1871 protestierten.
Am 1. Oktober 1887 wurde aus dem Ostteil des Kreises Kosten der neue Kreis Schmiegel gebildet. Im Einzelnen wechselten die Städte Schmiegel und Wielichowo sowie die Polizeidistrikte Schmiegel-West, Schmiegel-Ost und Wielichowo in den neuen Kreis Schmiegel.
Am 27. Dezember 1918 begann in der Provinz Posen der Großpolnische Aufstand der polnischen Bevölkerungsmehrheit gegen die deutsche Herrschaft, und bereits nach wenigen Tagen war das Kreisgebiet unter polnischer Kontrolle. Am 16. Februar 1919 beendete ein Waffenstillstand die polnisch-deutschen Kämpfe, und am 28. Juni 1919 trat die deutsche Regierung mit der Unterzeichnung des Versailler Vertrags den Kreis Kosten auch offiziell an das neu gegründete Polen ab.
Aus dem Kreis Kosten wurde der polnische Powiat Kościan. 1932 wurde der benachbarte Powiat Śmigiel aufgelöst und mit dem Powiat Kościan wiedervereinigt.

## Einwohnerentwicklung
| Jahr | Einwohner | Quelle |
| ---- | --------- | ------ |
| 1818 | 38.612    | [ 4 ]  |
| 1846 | 53.174    | [ 5 ]  |
| 1871 | 66.182    | [ 6 ]  |
|      |           |        |
| 1900 | 42.980    | [ 1 ]  |
| 1905 | 44.713    |        |
| 1910 | 47.325    | [ 1 ]  |

Von den Einwohnern des Kreises waren 1905 89 % Polen und 11 % Deutsche. Der Großteil der deutschen Einwohner verließ nach 1918 das Gebiet.

## Politik

### Landräte
- 1793–180600Andreas von Pottworowski[7]
- 1818–183200Casimir von Bielinski
- 1832–183300von Kulemann (kommissarisch)
- 1833–184800Daniel Heinrich Liebeskind  (1782–1848)
- 1848–186600Guido von Madai (1810–1892)
- 1866–187900Leo Delsa (1821–1910)
- 1880–188100Friedrich Brütt (1844–1921)
- 1882–189000Grosse
- 1890–189400Hoffmann
- 1894–190400Behrnauer
- 1904–190700August Theodor Schmöle (1865–1919)
- 1907–000000Robert Lorenz

### Wahlen
Der Kreis Kosten gehörte zum Reichstagswahlkreis Posen 4. Der Wahlkreis wurde bei allen Reichstagswahlen zwischen 1871 und 1912 von den Kandidaten der Polnischen Fraktion gewonnen:
- 187100Alfred von Zoltowski
- 187400Joseph von Zoltowski
- 187700Joseph von Zoltowski
- 187800Theophil Magdzinski
- 188100Marzel von Zoltowski
- 188400Ludwig von Mycielski
- 188700Ludwig von Mycielski
- 188700Ludwig von Mycielski
- 189000Idzizlaw Czartoryski
- 189300Idzizlaw Czartoryski
- 189800Stephan Cegielski
- 190300Witold von Skarzynski
- 190700Witold von Skarzynski
- 191200Franciszek von Morawski

## Kommunale Gliederung
Zum Kreis Kosten gehörten zuletzt die drei Städte Kosten, Czempin und Kriewen. Die (Stand 1908) 84 Landgemeinden und 51 Gutsbezirke waren anfangs in (kleineren) Woytbezirken (polnisch „wójt“ = deutsch „Vogt“) und später in größeren Polizeidistrikten zusammengefasst.

## Gemeinden
Am Anfang des 20. Jahrhunderts gehörten die folgenden Gemeinden zum Kreis:
| - Alt Lubosch - Bieczyn - Bielewo - Biezyn - Bleichen - Bonikowo - Borowo - Cichowo - Czarkow - Czempin, Stadt - Dalewo - Darnowo - Donatowo - Drozdzyce - Gierlachowo - Gluchowo - Gorka - Goruszki - Gorzyce - Gorzyczki - Granowko - Groß Rogaczewo - Groß Srocko | - Gryzyn - Gurostwo - Ignacewo - Januszewo - Jarogniewice - Jasin - Jerka - Jurkowo - Katarzynowo - Kawczyn - Kielczewo - Kobelnik - Kokorzyn - Konojad - Konty-Maciejewo - Kopaszewo - Kosten, Stadt - Kriewen, Stadt - Krzan - Kurowo - Lagiewnik - Lagowo - Lubin | - Luszkowo - Maximilianowo - Mikoszki - Mohnsdorf - Mosciszki - Naclaw - Neu Borowko - Neu Dalabuszki - Neu Golembin - Neu Kurzagora - Neu Lubosch - Neu Oborzysk - Neu Tarnowo - Neuhof - Ossowo - Piechanin - Pietrowo - Piotrkowice - Ponin - Racot - Rombin - Seehofen - Sepienko | - Sierakowo - Sierniki - Slonin - Spitkowki - Stankowo - Stenzyca - Swiniec - Szczodrowo - Teklimysl - Turew - Wieszkowo - Witkowki - Wlawie - Wyrzeka - Wyskoc - Zadory - Zbenchy - Zelazno - Zgliniec - Ziemnice |

Bis auf wenige Ausnahmen galten nach 1815 die polnischen Ortsnamen weiter, zu Beginn des 20. Jahrhunderts wurden mehrere Ortsnamen eingedeutscht.